# رودولف رایشلینگ
رودولف رایشلینگ (انگلیسی: Rudolf Reichling; ۲۳ سپتامبر ۱۹۲۴ – ۲۳ نوامبر ۲۰۱۴) سیاستمدار، و قایقران روئینگ اهل سوئیس بود.